# 吉田恵 (サッカー選手)
吉田 恵（よしだ めぐむ、男性、1973年4月13日 - ）は、愛知県出身の元サッカー選手（ディフェンダー）、サッカー指導者。

## 来歴

### 現役時代
中京高校から同志社大学を経て1996年、ヴェルディ川崎に入団。出場機会に恵まれなかったが、1998年にヴィッセル神戸に移籍すると守備の要として活躍した。
2001年にジェフユナイテッド市原へ移籍後、2004年にサンフレッチェ広島へ移籍。当初は服部公太の控えと見られていたが、カバーリング能力の高さからCBとして起用された。2006年には、サガン鳥栖へ移籍、2007年末に引退。

### 引退後
2008年の広島ジュニアユースコーチ、2009年の中京大学サッカー部コーチを経て、2010年に鳥栖のコーチに就任。2014年8月8日、鳥栖監督の尹晶煥との契約解除に伴い、シーズン途中で監督に昇格した。シーズン終了後、鳥栖の監督を退任し、再びコーチに戻った。
2016年よりFC岐阜のコーチに就任。第24節終了後の同年7月22日、成績不振により解任されたラモス瑠偉の後任として、岐阜の監督に昇格、監督就任後初勝利まで8試合を要した後、第34節から5連敗を喫し、第38、39節終了時には一旦最下位に転落するものの、最後の4試合を3勝1敗で乗り切り、20位でシーズンを終了、J2残留に成功した。2016年11月24日、契約満了により退任。
2017年から、V・ファーレン長崎のコーチに就任。
2020年からアビスパ福岡のヘッドコーチに就任した。
2024-25シーズンから、サンフレッチェ広島レジーナの監督に就任。

## 所属クラブ
ユース経歴
- 1989年 - 1991年 中京大学附属中京高等学校
- 1992年 - 1995年 同志社大学

プロ経歴
- 1996年 - 1997年 ヴェルディ川崎
- 1998年 - 2000年 ヴィッセル神戸
- 2001年 - 2003年 ジェフユナイテッド市原
- 2004年 - 2005年 サンフレッチェ広島
- 2006年 - 2007年 サガン鳥栖

## 個人成績
| 国内大会個人成績 | 国内大会個人成績 | 国内大会個人成績 | 国内大会個人成績 | 国内大会個人成績 | 国内大会個人成績 | 国内大会個人成績 | 国内大会個人成績 | 国内大会個人成績 | 国内大会個人成績 | 国内大会個人成績 | 国内大会個人成績 |
| 年度             | クラブ           | 背番号           | リーグ           | リーグ戦         | リーグ戦         | リーグ杯         | リーグ杯         | オープン杯       | オープン杯       | 期間通算         | 期間通算         |
| 年度             | クラブ           | 背番号           | リーグ           | 出場             | 得点             | 出場             | 得点             | 出場             | 得点             | 出場             | 得点             |
| 日本             | 日本             | 日本             | 日本             | リーグ戦         | リーグ戦         | リーグ杯         | リーグ杯         | 天皇杯           | 天皇杯           | 期間通算         | 期間通算         |
| ---------------- | ---------------- | ---------------- | ---------------- | ---------------- | ---------------- | ---------------- | ---------------- | ---------------- | ---------------- | ---------------- | ---------------- |
| 1996             | V川崎            | -                | J                | 3                | 0                | 0                | 0                | 0                | 0                | 3                | 0                |
| 1997             | V川崎            | 29               | J                | 0                | 0                | 0                | 0                | 0                | 0                | 0                | 0                |
| 1998             | 神戸             | 3                | J                | 22               | 0                | 4                | 0                | 2                | 0                | 28               | 0                |
| 1999             | 神戸             | 3                | J1               | 16               | 0                | 2                | 0                | 1                | 0                | 19               | 0                |
| 2000             | 神戸             | 3                | J1               | 26               | 0                | 4                | 0                | 0                | 0                | 30               | 0                |
| 2001             | 市原             | 13               | J1               | 22               | 1                | 6                | 0                | 1                | 0                | 29               | 1                |
| 2002             | 市原             | 3                | J1               | 8                | 0                | 5                | 0                | 4                | 0                | 17               | 0                |
| 2003             | 市原             | 3                | J1               | 0                | 0                | 1                | 0                | 0                | 0                | 1                | 0                |
| 2004             | 広島             | 28               | J1               | 26               | 0                | 6                | 0                | 1                | 0                | 33               | 0                |
| 2005             | 広島             | 28               | J1               | 1                | 0                | 2                | 0                | 0                | 0                | 3                | 0                |
| 2006             | 鳥栖             | 13               | J2               | 14               | 0                | -                | -                | 2                | 0                | 16               | 0                |
| 2007             | 鳥栖             | 4                | J2               | 28               | 1                | -                | -                | 3                | 0                | 31               | 1                |
| 通算             | 日本             | 日本             | J1               | 124              | 1                | 31               | 0                | 9                | 0                | 164              | 1                |
| 通算             | 日本             | 日本             | J2               | 42               | 1                | -                | -                | 5                | 0                | 47               | 1                |
| 総通算           | 総通算           | 総通算           | 総通算           | 166              | 2                | 31               | 0                | 14               | 0                | 211              | 2                |

その他の公式戦
- 1996年
  - サントリーカップ 1試合0得点
- 1998年
  - J1参入決定戦 2試合0得点

- Jリーグ初出場 - 1996年10月26日 : 対浦和レッドダイヤモンズ戦（駒場スタジアム）
- Jリーグ初得点 - 2001年4月14日 : 対横浜F・マリノス戦（秋田市八橋運動公園陸上競技場）

## 指導歴
- 2008年 サンフレッチェ広島ジュニアユース コーチ
- 2009年 中京大学体育会サッカー部 コーチ
- 2010年 - 2015年 サガン鳥栖
  - 2010年 - 2014年8月 コーチ
  - 2014年8月 - 同年12月 監督
  - 2015年 コーチ
- 2016年 FC岐阜
  - 2016年 - 同年7月 コーチ
  - 2016年7月 - 同年11月 監督
- 2017年 - 2019年 V・ファーレン長崎 コーチ
- 2020年 - 2023年 アビスパ福岡 ヘッドコーチ
- 2024年 - サンフレッチェ広島レジーナ
  - 2024年2月 - 同年6月 アカデミーアドバイザー
  - 2024年6月 - 監督